# Костел Воздвиження Всечесного Хреста (Буданів)
Костел Воздвиження Всечесного Хреста, або косте́л Воздвиження Святого Хреста в Буданові — культова споруда, парафіяльний римо-католицький храм, пам'ятка архітектури місцевого значення (охоронний номер 217) в селі Буданові Тернопільської области України.

## Відомості

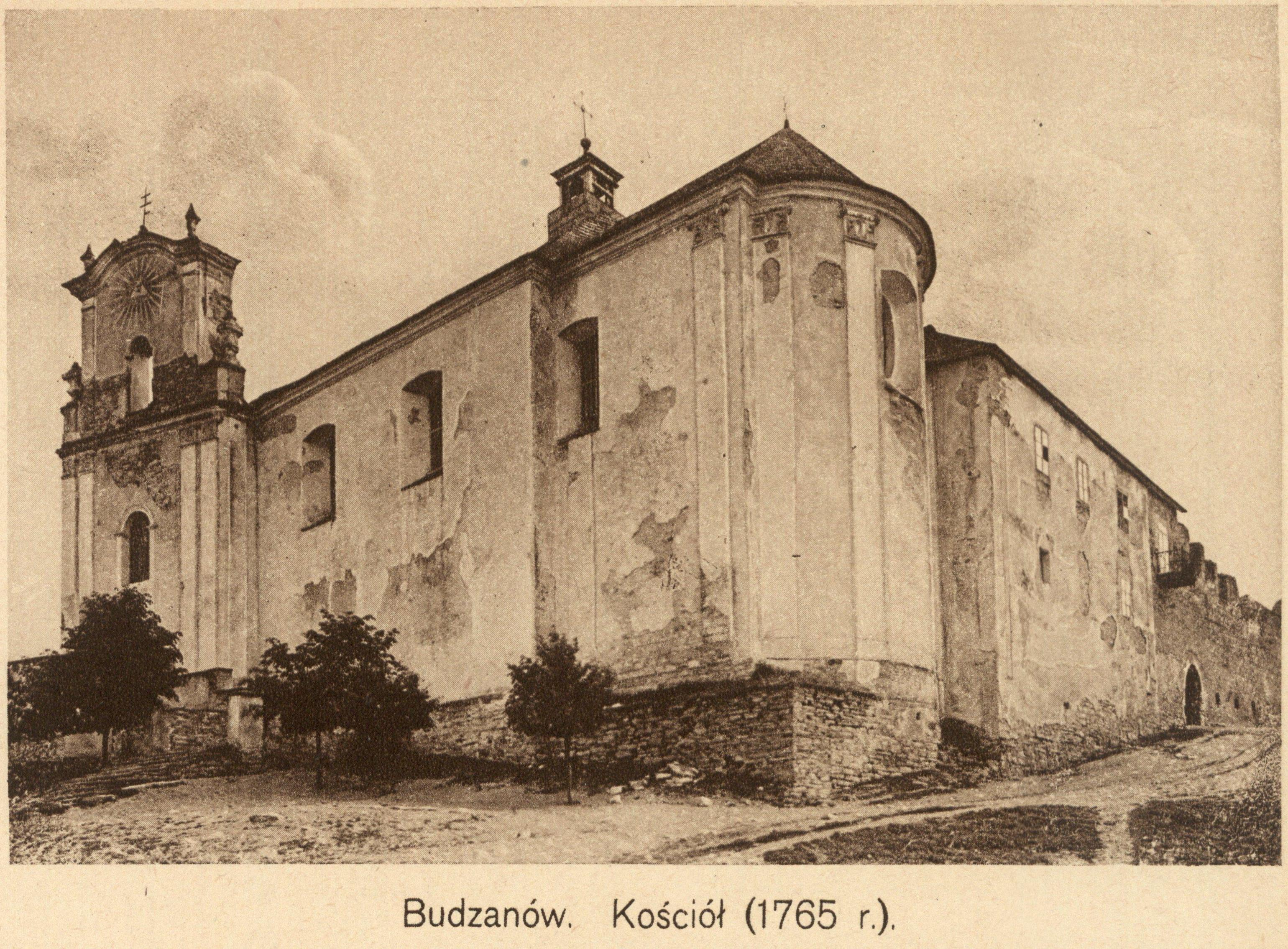
Костел, 1765

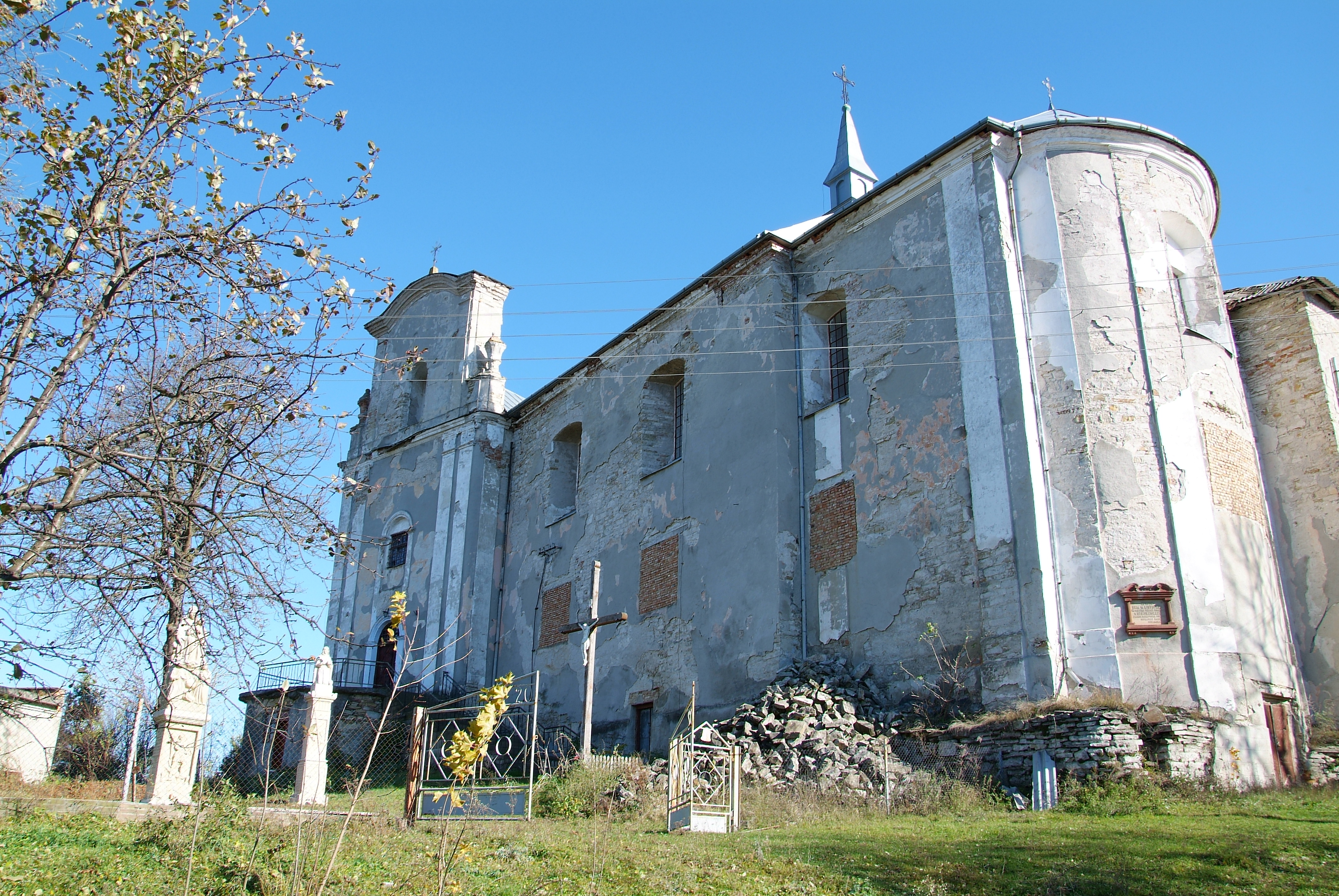
Костел до ремонту

У другій половині XVI століття споруджено перший дерев'яний костел та засновано парафію. У 163? р. збудовано черговий дерев'яний храм коштом Ходоровських. 
У 1765 р. місцева святиня перетворилася майже в руїну, тому за рішенням Потоцьких та їхнім коштом західне крило замку перебудували на костел. 177? р. старий дерев'яний храм розвалився, на його місці з його залишків спорудили каплицю, оскільки замковий костел був важко доступним для парафіян (стояв на крутій горі). 
У 1812—1817 рр. російська влада закрила костел, перетворивши його на військовий склад, проте згодом святиню відкрили після ремонту. 7 липня 1838 р. храм було консекровано. У 1846 році в частині замкових споруд створено монастир згромадження Сестер Милосердя, а також школу для дітей та лікарню. 
У 194? р. костел та монастир закрили. Всі замкові споруди зазнали пошкоджень під час війни, 1956 року там запрацювала психіатрична лікарня. У 1994 р. костел повернули частково, а 1997 року — повністю; тоді розпочався ремонт святині.
Храм обслуговують дієцезіальні священники парафії святих Апостолів Петра і Павла в Теребовлі.

## Галерея

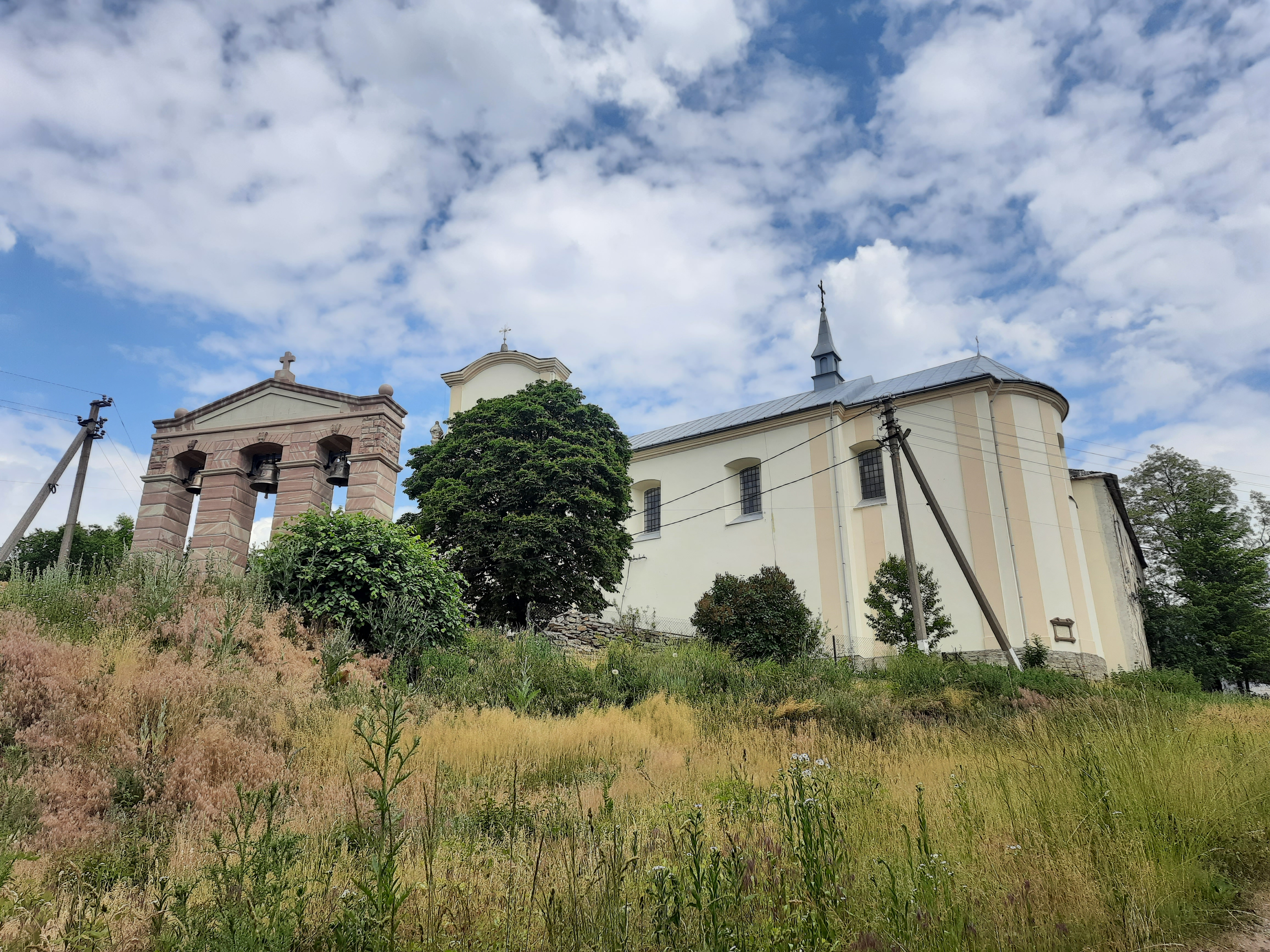
міні
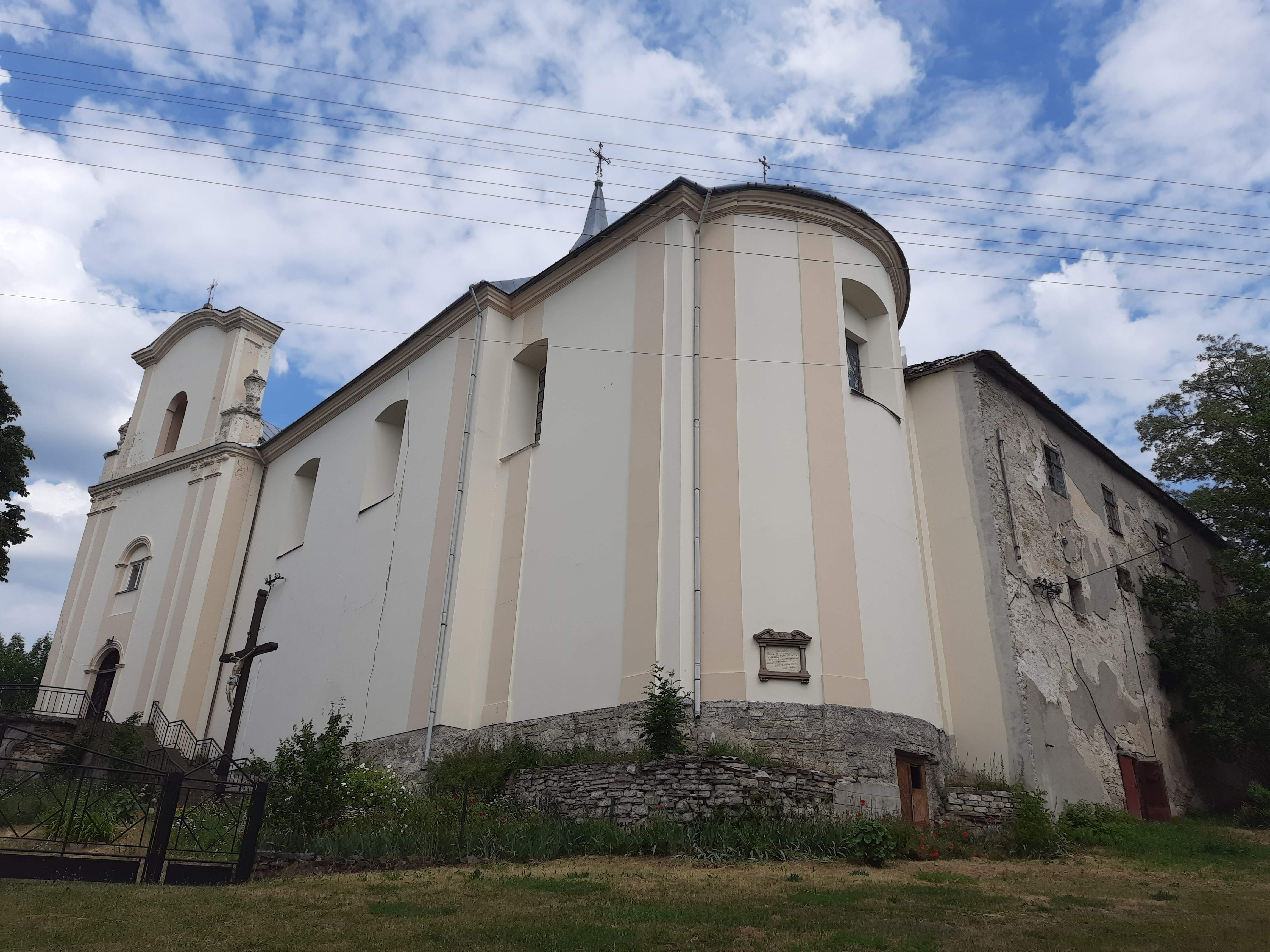
міні
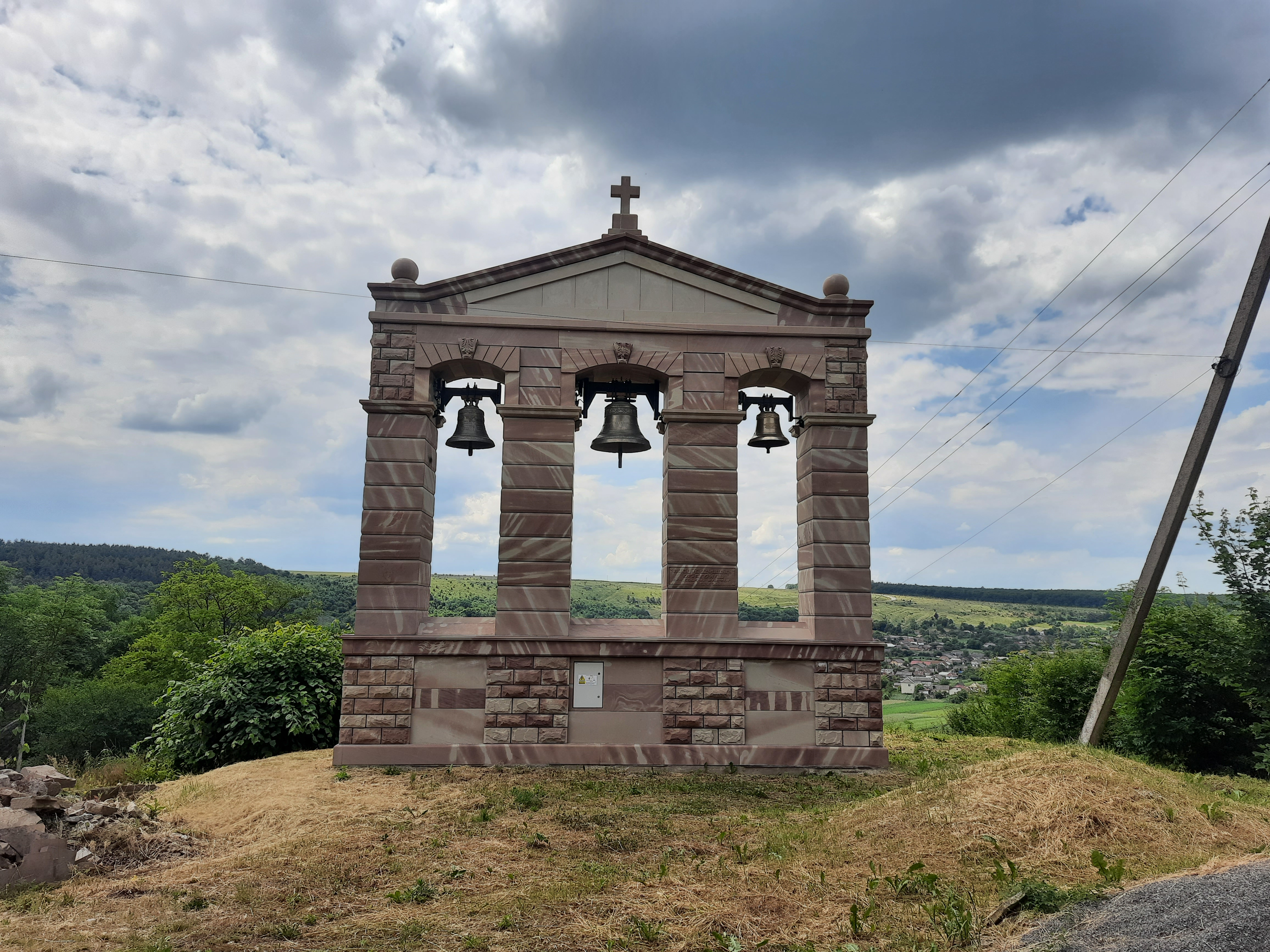
Дзвіниця костелу